# هورناد

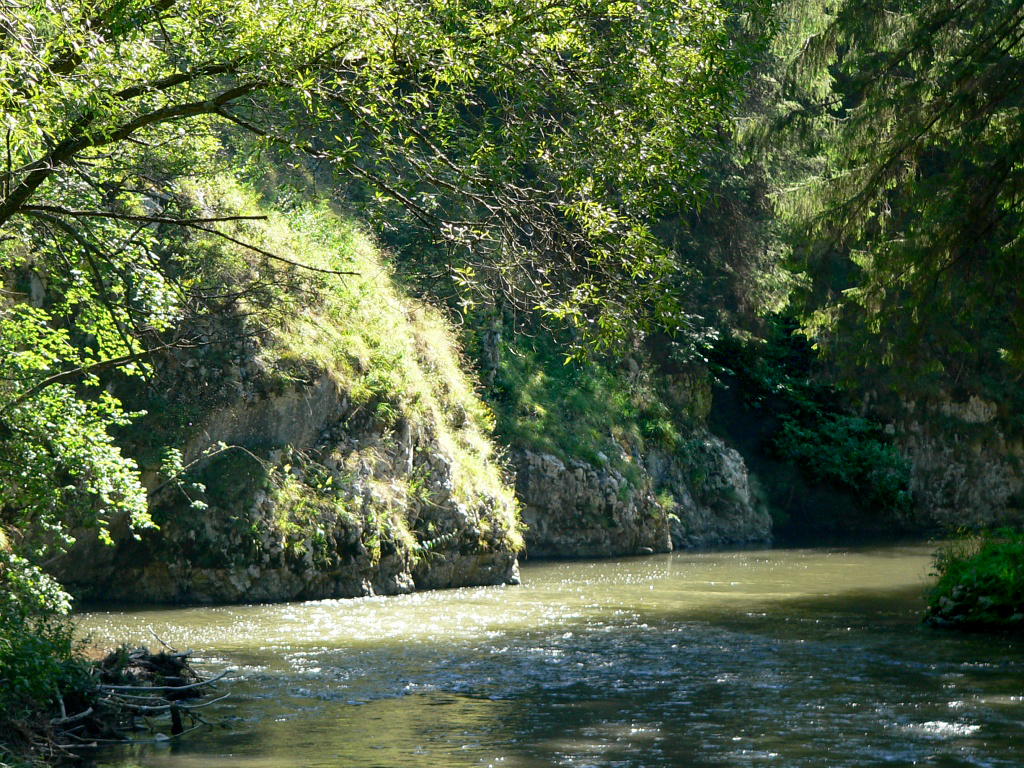
نهر هورناد في منطقة جنة سلوفاكيا

هورناد (بالسلوفاكية: Hornád) أو هيرناد (بالمجرية: Hernád) هو نهر يقع شرقي سلوفاكيا وشمال شرقي المجر.